# Prvenstvo Jugoslavije u košarci 1945.
Prvenstvo Jugoslavije u košarci za 1945. je igran kao turnir u Subotici. Sudjelovalo je pet selekcija, a pobjednikom je postala ekipa Jugoslavenske armije.

## Sudionici
- Hrvatska
- Jugoslavenska armija
- Makedonija
- Srbija
- Vojvodina

## Rezultati
| momcad1              | rezultat        | momcad2         |
| cetvrtzavrsnica      | cetvrtzavrsnica | cetvrtzavrsnica |
| -------------------- | --------------- | --------------- |
| Hrvatska             | 19:7            | Makedonija      |
| Srbija               | 20:18           | Vojvodina       |
|                      |                 |                 |
| poluzavršnica        |                 |                 |
| Jugoslavenska armija | 41:24           | Hrvatska        |
|                      |                 |                 |
| za prvaka            |                 |                 |
| Jugoslavenska armija | 21:18           | Srbija          |